# Jeorjos Mawros
Jeorjos Mawros (gr. Γεώργιος Μαύρος; ur. 15 marca 1909 w m. Kastelorizo na wyspie Mejisti, zm. 6 maja 1995 w Atenach) – grecki polityk i prawnik, wielokrotny minister i wicepremier, parlamentarzysta krajowy i eurodeputowany, były prezes Banku Grecji oraz partii Unia Centrum – Nowe Siły. Sprawiedliwy wśród Narodów Świata.

## Życiorys
Syn handlarza Janisa Mawrosa. Ukończył studia prawnicze na Uniwersytecie Narodowym im. Kapodistriasa w Atenach, kształcił się też na Uniwersytecie Humboldtów w Berlinie (1934–1935). W 1936 obronił doktorat, od 1937 do 1942 był wykładowcą macierzystej uczelni, praktykował też w zawodzie. Autor publikacji z zakresu prawa cywilnego, morskiego, międzynarodowego publicznego i prywatnego, a także licznych książek. Walczył podczas wojny grecko-włoskiej na froncie albańskim. W trakcie wojny pomógł żydowskiej rodzinie w znalezieniu schronienia i następnie ucieczce, za co w 1994 otrzymał tytuł Sprawiedliwy wśród Narodów Świata. Pomagał także w ucieczce z kraju na Bliski Wschód wysokich przedstawicieli władz. Od 1943 należał do grupy Unia Socjalistyczna, działającej na rzecz wyzwolenia i idei lewicowych.
Po wojnie zaangażował się w działalność polityczną, przystąpił do Partii Liberalnej (w 1961 przekształconej w Unię Centrum). Od 1946 do 1967 zasiadał Parlamencie Grecji (z przerwą na kadencję 1952–1956). Był członkiem i przewodniczącym delegacji Grecji do Zgromadzenia Ogólnego Organizacji Narodów Zjednoczonych, a także członkiem Zgromadzenia Parlamentarnego Rady Europy. Zajmował stanowiska sekretarza stanu przy premierze ds. sprawiedliwości (listopad 1945–luty 1946), a następnie ministra: sprawiedliwości (luty–kwiecień 1946, lipiec 1951), edukacji narodowej (marzec–kwiecień 1946), ekonomii (kwiecień 1949–styczeń 1950), finansów (marzec–październik 1951), koordynacji (wrzesień–październik 1951, listopad–grudzień 1963, luty–czerwiec 1964), obrony narodowej (lipiec–październik 1952). Od 1949 do 1952 reprezentował Grecję we władzach Banku Światowego, a od 1964 do 1966 kierował Bankiem Grecji. Po zamachu stanu czarnych pułkowników od kwietnia do października 1968 osadzony w areszcie domowym, w 1974 był także uwięziony w obozie na wyspie Jaros. Po śmierci Jeorjosa Papandreu stał się jednym z liderów opozycji.
W 1974 został założycielem Unii Centrum – Nowych Sił, jego partia w wyborach z 1974 zajęła drugie miejsce, a Mawros został liderem opozycji (do 1977). Od lipca do października 1974 wicepremier i minister spraw zagranicznych w rządzie jedności narodowej. W 1976 ugrupowanie weszło w skład sojuszu Unia Demokratycznego Centrum, w której objął funkcję lidera. W 1977 uzyskał reelekcję do parlamentu, jednak ze względu na słaby wynik wyborczy zrezygnował ze stanowiska i przeszedł do Ogólnogreckiego Ruchu Socjalistycznego. W 1981 wybrany ponownie do krajowej legislatywy, zaś w 1984 do Parlamentu Europejskiego. Przystąpił do frakcji socjalistycznej. W 1989 zrezygnował z członkostwa w PASOK, następnie zakończył działalność polityczną.

## Odznaczenia
Odznaczony m.in. Orderem Zasługi Republiki Włoskiej I klasy i Orderem Jugosłowiańskiej Flagi I klasy.